# Burg Schönebürg
Die Burg Schönebürg ist eine abgegangene Höhenburg bei 526,7 m ü. NN im Flurgebiet Kappelwald und Fürstenwald bei dem Ortsteil Goldbach der Stadt Crailsheim im Landkreis Schwäbisch Hall in Baden-Württemberg.
Die ehemalige Burganlage zeigt nur noch Wall- und Grabenreste. Die Burgstelle dient heute als Walderholungsanlage mit Spielplatz.